# Kombo Central
Kombo Central est un district de la division de West Coast en Gambie. En 2013, sa population était de 113 122 habitants.

## Source de la traduction
- (de) Cet article est partiellement ou en totalité issu de l’article de Wikipédia en allemand intitulé « Kombo Central » (voir la liste des auteurs).